# (35089) 1990 WH1
1990 WH1 (asteroide 35089) é um asteroide da cintura principal. Possui uma excentricidade de 0.14027010 e uma inclinação de 5.69468º.
Este asteroide foi descoberto no dia 18 de novembro de 1990 por Eric Walter Elst em La Silla.